# Schiavonesca
Schiavonesca je teški srednjovjekovni mač križnice u obliku slova S koji je korišten u Veneciji i Ugarskoj od kraja 14. do početka 16. stoljeća. 
Schiavonesca ima široko dvosjeklo sječivo koje je namijenjeno za sječu i bod, korištena je i kao pješačko i konjaničko oružje. Nosili su ga oltramarini, koji su mahom bili Slaveni uvedeni u mletačke postrojbe.
U mletačkoj službi ju je zamijenila kraća i modernija schiavona koja je također dobila ime po vojnicima s istočne obale Jadrana. Schiavonesca se nastavlja koristiti kroz 16. stoljeće isključivo kao ceremonijalno oružje garde mletačkog dužda.

## Razvoj
Naziv „schiavonesca” odnosi se na ukupno tri skupine pronađenih mačeva na području Jugoistočne Europe koji se tipološki (prema obliku oštrice i križnice) dijele po starosti, a pretpostavlja se da predstavljaju faze u razvoju jednog te istog tipa mača.
Mačevi iz prve skupine najstariji su te se povezuju sa zapisima Dubrovačkog arhiva iz 14. stoljeća, a vjeruje se da su se proizvodili i u ranim godinama 15. stoljeća. Ti su mačevi paralelnih rubova oštrice sa zaobljenim vrškom, križnica čiji se vrhovi uvijaju u različite strane (u obliku slova S). Pronađeni su poglavito na području tadašnjega Srpskog Carstva, južno od granice s Kraljevinom Ugarskom duž Save i donjeg Dunava.
Mačevi iz druge skupine proizvođeni su na području Ugarske, većinski datirani u prvu polovicu 15. stoljeća. Oblik oštrice sličan im je onima prve skupine, no tipično uži, te umjesto jednog žlijeba imaju 3 – 4 na svakoj strani, dok su im križnice veće. Mač takvog tipa nalazi se u muzeju Topkapi u Istanbulu, vjerojatno uzet od kraljevskog vojnika u Budimu nakon Mohačke bitke, što bi podržalo mjesto proizvodnje. Druga je skupina također označila početak ujednačene proizvodnje schiavonesci.
Mačevi treće skupine proizvođeni su u Veneciji i drugim jadranskim gradovima poput Dubrovnika, Kotora i Splita u drugoj polovici 15. stoljeća te služili kao osnova iz koje se razvio mač schiavone. Karakterizira ih križnica simetričnih i u suprotne strane oštro zavinutih vrhova (također u obliku slova S te s trokutastim učvršćenjem) te kockasta jabučica, koje ima i schiavona.

## Podrijetlo
Iako joj naziv etimološki, u doslovnom prijevodu, znači „slavenski mač”, nedostaju neoporecivi dokazi koji upućuju na to da je schiavonesca kao tip mača izvorno slavenska tvorevina.
Tradicionalno se, prema venecijanskim izvorima iz 15. i 16. stoljeća, smatra da je naziv dobila tek u Veneciji prema Dalmatinskim Slavenima koji su ju nosili, čemu u prilog ide činjenica da se treća skupina proizvodila duž obale Jadrana. Aleksić, arheolog srednjeg vijeka, pak smatra da je naziv usvojen iz dubrovačke uporabe, što podupire najstarijom poznatom uporabom riječi schiavonesca u oporuci dubrovačkog kovača iz 14. stoljeća. Tvrdi kako se taj izvor, iz dubrovačkog arhiva, vjerojatno odnosio na prvi, najstariji tip, koji se jedini od ta tri tipa pravio u 14. stoljeću i čija su mjesta pronalaska na području Srpskog Carstva i današnje Crne Gore geografski najbliža tom gradu. Teoriji podrijetla iz područja Srpskog Carstva doprinose i dubrovački latinski nazivi, pri čemu je na jugu Ugarske sjeverna Hrvatska nosila ime Slovigna ili Slovinia, a Slavonija ime Slavonia, dok je ime Sclavonia bilo dodijeljeno područjima pod upravom Srpskoga Carstva.
Dubrovačko se ime, koje se odnosilo na „srpsko” područje, tako moglo prenijeti u Veneciju, čime Aleksić objašnjava venecijanske izvore. Ipak, nije sigurno je li se naziv, preuzet u Veneciju, koristio sa sviješću o različitim Slavenskim narodima, a postoje i dokazi da se naziv Sclavonia u venecijanskim zapisima primjenjivao na sve Slavene, počevši od Dalmacije, bez predložene izvorne preciznosti.